# 푸만두
푸만두(본명: 이정현, 1991년 1월 29일 ~ )는 대한민국의 전직 리그 오브 레전드 프로게이머이다. 현재 리그 오브 레전드 프로게임단 지도자로 활동하고 있다. 선수 시절 아이디는 PoohManDu였으며 포지션은 서포터였다.

## 선수 시절
2012년 10월 GSG에서 프로 커리어를 시작했다.
2013 스프링 시즌을 앞두고 SK텔레콤 T1의 2팀으로 합류했다. 스프링 시즌에서는 무난한 모습을 보여주었다. 서머 시즌에서는 사용하는 챔피언들을 바꾸면서 팀의 우승에 기여했다. 
롤드컵 시즌 3에서도 좋은 모습을 보여주면서 팀의 롤드컵 우승에 기여했다.
2013-2014 윈터 시즌에서도 좋은 모습을 보여주면서 팀의 우승에 기여했다. 윈터 시즌 종료 후 건강 문제로 휴식을 선언했다. 3월 29일, KT 애로우즈와의 경기에서 복귀를 했다. 서머 시즌에서는 챔피언스에서 탈락했지만 팀의 NLB 우승에 기여했다.
2014년 9월 17일, 현역 은퇴를 선언했다.

## 지도자 생활
2014년 12월, 인빅투스 게이밍의 코치로 부임했다. 이후 2015년 5월, 팀의 2군 팀인 영 글로리의 코치로 자리를 옮겼다.
2016시즌을 앞두고 SK텔레콤 T1의 코치로 부임했다.
2017시즌을 앞두고 비시 게이밍의 코치로 부임했다. 2017년 5월 20일, 코치직에서 물러났다.
2018시즌을 앞두고 SK텔레콤 T1의 코치로 다시 부임했다.
2019시즌을 앞두고 미스핏츠 게이밍의 코치로 부임했다.
2019년 5월, 센고쿠 게이밍의 감독으로 부임했다.
2020시즌을 앞두고 비시 게이밍의 코치로 부임했다.
2021시즌을 앞두고 DWG KIA의 코치로 부임했다.
2024년 11월 13일, 2025시즌을 앞두고 Dplus KIA의 코치로 복귀했다.

## 소속팀

### 선수
| # | 팀명        | 소속 기간             | 소속 리그 | 비고 |
| - | ----------- | --------------------- | --------- | ---- |
| 1 | GSG         | 2012.10~2013.02.13    | LCK       |      |
| 2 | SK텔레콤 T1 | 2013.02.28~2014.09.17 | LCK       |      |

### 지도자
| #  | 팀명            | 직책 | 소속 기간             | 소속 리그 | 비고 |
| -- | --------------- | ---- | --------------------- | --------- | ---- |
| 1  | 인빅투스 게이밍 | 코치 | 2014.12.18~2015.05    | LPL       |      |
| 2  | 영 글로리       | 코치 | 2015.05~2015.12.31    |           |      |
| 3  | SK텔레콤 T1     | 코치 | 2015.12.31~2016.11.29 | LCK       |      |
| 4  | 비시 게이밍     | 코치 | 2016.12.18~2017.05.20 | LPL       |      |
| 5  | SK텔레콤 T1     | 코치 | 2017.11.28~2018.11.26 | LCK       |      |
| 6  | 미스핏츠 게이밍 | 코치 | 2018.12.03~2019.05.11 | LEC       |      |
| 7  | 센고쿠 게이밍   | 감독 | 2019.05.28~2019.11.20 | LJL       |      |
| 8  | 비시 게이밍     | 코치 | 2019.12.18~2020.12.04 | LPL       |      |
| 9  | DWG KIA         | 코치 | 2020.12.04~2021.11.19 | LCK       |      |
| 10 | Dplus KIA       | 코치 | 2024.11.13~           | LCK       |      |

## 수상 내역

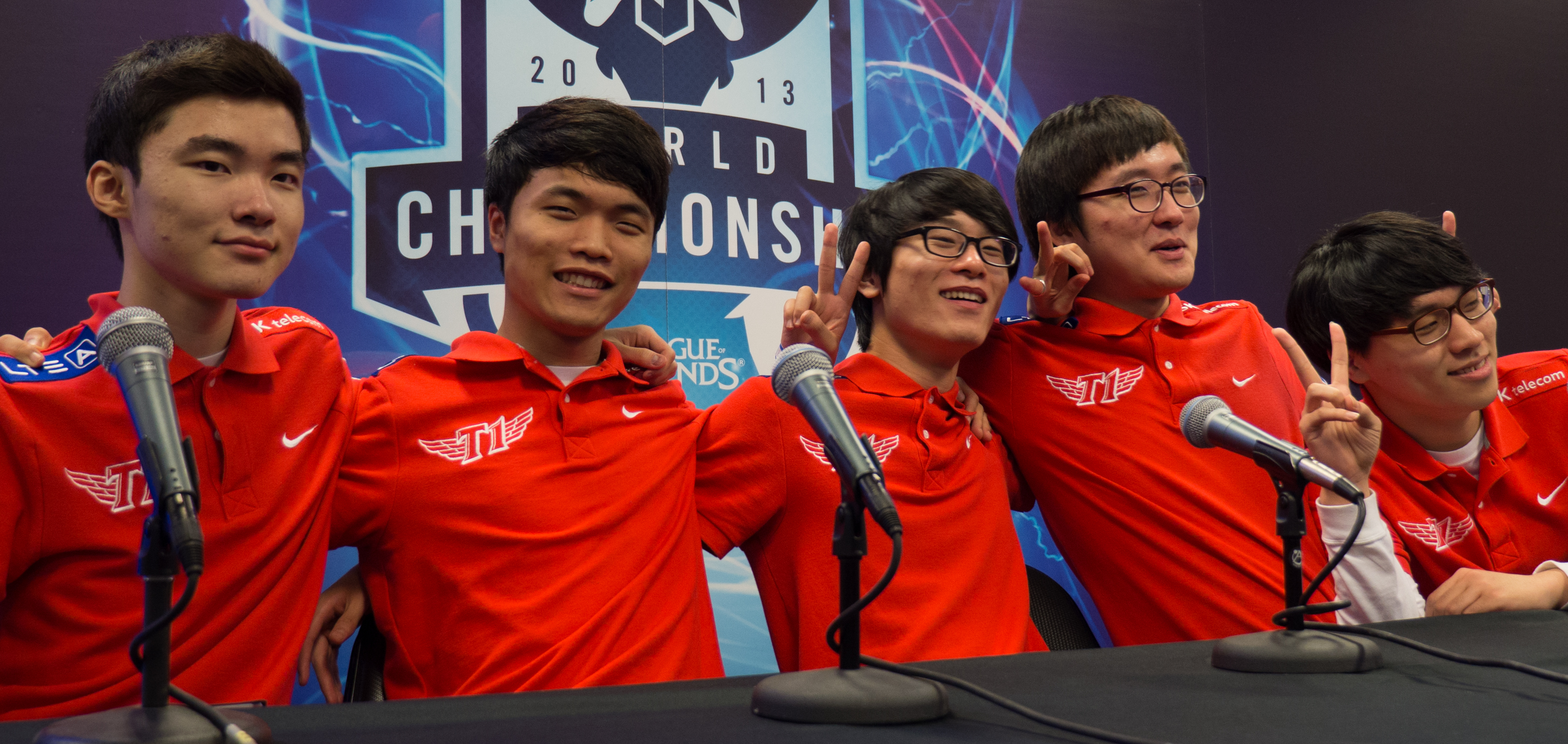
푸만두(오른쪽 두번째) 선수와 함께있는 T1 선수들. 시즌 3 월드 챔피언십 우승 인터뷰 사진.

### 선수
- 컨디션 헛개수 나이스게임TV 리그 오브 레전드 배틀 윈터 2012-2013 우승
- 핫식스 리그 오브 레전드 챔피언스 서머 2013 우승
- 리그 오브 레전드 월드 챔피언십 시즌 3 우승
- 판도라TV 리그 오브 레전드 챔피언스 윈터 2013-2014 우승
- 2013 대한민국 e스포츠대상 리그 오브 레전드 서포터 최우수 선수상
- 리그 오브 레전드 올스타전 2014 우승
- SK텔레콤 LTE-A LoL 마스터즈 2014 준우승
- 아이티엔조이 나이스게임TV 리그 오브 레전드 배틀 서머 2014 우승
- e스포츠 명예의 전당 히어로즈

### 지도자
- 데마시아컵 스프링 2015 준우승
- 2015 국제 e스포츠 대회 리그 오브 레전드 부문 우승
- IEM 시즌 10 월드 챔피언십 우승
- 롯데 꼬깔콘 리그 오브 레전드 챔피언스 코리아 스프링 2016 우승
- 리그 오브 레전드 미드 시즌 인비테이셔널 2016 우승
- 리그 오브 레전드 월드 챔피언십 2016 우승
- 2020 LoL KeSPA컵 울산 우승
- 리그 오브 레전드 챔피언스 코리아 스프링 2021 우승
- 리그 오브 레전드 미드 시즌 인비테이셔널 2021 준우승
- 리그 오브 레전드 챔피언스 코리아 서머 2021 우승
- 리그 오브 레전드 월드 챔피언십 2021 준우승